# Das Glück dieser Erde
Das Glück dieser Erde ist eine österreichische Fernsehserie, die 2011 von der ARD im Programm Das Erste ausgestrahlt wurde. Im Mittelpunkt der Serie steht die von Eva Herzig verkörperte Katharina Lenz, die die Leitung eines Gestüts übernimmt und dabei auf einige Widerstände stößt. Bei allen Problemen steht ihr der Tierarzt Michael Haas (Thomas Unger) zur Seite.

## Handlung
Dr. Katharina Lenz ist Unternehmensberaterin in Dresden und steht kurz davor, ihren Geschäftspartner Frank zu heiraten. Zuvor plant sie das Lipizzaner-Gestüt Piber zu sanieren.
Aufgrund eines Autounfalls, bei dem Katharinas Vater tödlich verunglückt, steht Katharina vor einer schweren Entscheidung. Der Hof ihres Vaters will bewirtschaftet werden und ihr Bruder ist im Gestüt fest eingebunden, weshalb sie ihre Verlobung löst und in die Steiermark zieht. Baron von Gradenberg bittet Katharina, sich um die Gestütsleitung von Piber zu bewerben. Damit gerät sie dem Obergestütsmeister Josef Wagner in die Quere, der fest damit gerechnet hatte, als Leiter eingesetzt zu werden. Entsprechend torpediert er Katharinas Entscheidungen, wo er nur kann, in der Absicht, Katharinas mangelnde Kompetenz in der Pferdezucht zu beweisen.
Als echter Freund erweist sich der Tierarzt Michael Haas, der Gefallen an der jungen Frau findet. Damit ziehen sich die beiden jedoch den Unmut seiner Exfreundin Petra Steiner zu. Als Leiterin der Bank kündigt sie kurzerhand die Kredite des Gestüts.
Mit ihren Beziehungen kann Katharina jedoch das Problem lösen: Sie will das Gestüt touristisch beleben und damit langfristig neue Geldeinnahmen erschließen.

## Hintergrund
Die Serie spielt im österreichischen Bundesgestüt Piber in Köflach, wo auch die Dreharbeiten stattfanden. Trotz guter Einschaltquoten von 4,7 Millionen Zuschauern und 13,6 bis 18,8 Prozent Marktanteil, beschlossen der Österreichische Rundfunk und die ARD die Produktion einzustellen, da ihrer Meinung nach die Versorgung mit Serien wie Der Dicke, Mord mit Aussicht, Familie Dr. Kleist, Weissensee und Tierärztin Dr. Mertens der ARD für den Dienstagabend ausreichend war.

## Besetzung
| Rollenname           | Schauspieler             | Bemerkungen                                             | Folge            |
| -------------------- | ------------------------ | ------------------------------------------------------- | ---------------- |
| Katharina Lenz       | Eva Herzig               | Gestütsleiterin                                         | 1–13             |
| Michael Haas         | Thomas Unger             | Tierarzt                                                | 1–13             |
| Karl Lenz            | Christoph von Friedl     | Bruder von Katharina Lenz, Pferdepfleger auf dem Gestüt | 1–13             |
| Josef Wagner         | Juergen Maurer           | Obergestütsmeister                                      | 1–13             |
| Paul Brunner         | Cornelius Obonya         | Bürgermeister                                           | 1–13             |
| Maria Schachner      | Jennifer Newrkla         | Pferdepflegerin auf dem Gestüt                          | 1–13             |
| Peter von Gradenberg | Franz Buchrieser         | Baron                                                   | 1–3+5–13         |
| Birgit Gross         | Julia Cencig             | Köchin                                                  | 1–13             |
| Martin Gross         | Mathias Kahler-Polagnoli | Wagenmeister                                            | 2–11+13          |
| Pauli Gross          | Maximilian Harnisch      | Sohn von Birgit und Martin Gross                        | 2–4 6–8+9–10, 13 |
| Anna Huber           | Gabriele Schuchter       | Sekretärin                                              | 3–13             |
| Dr. Schuster         | Irma Wagner              |                                                         | 4, 10–13         |
| Petra Steiner        | Marie Munz               | Ex-Frau von Michael Haas                                | 3–10, 12–13      |
| Lena Steiner         | Kristina Yntema          | Tochter von Michael Haas und Petra Steiner              | 3–12             |
| Herr Pauser          | Bernd Jeschek            | Aufsichtsratsmitglied                                   | 1–3, 8, 11, 12   |
| Ines Brunner         | Irina Wanka              |                                                         | 7, 11–13         |
| Dr. Frank Riemer     | Florian Fitz             | Verlobter und Kollege von Katharina                     | 1, 2, 4, 8,      |
| Dr. Fischer          | Alexander Jagsch         |                                                         | 12, 13           |

## Episodenliste

### Staffel 1
| Nr. (ges.) | Nr. (Staffel) | Episodentitel          | Erstausstrahlung Deutschland |
| ---------- | ------------- | ---------------------- | ---------------------------- |
| 1          | 1             | Die Entscheidung       | 21. Juni 2011                |
| 2          | 2             | Die Heimkehr           | 28. Juni 2011                |
| 3          | 3             | Gestüt in Gefahr       | 5. Juli 2011                 |
| 4          | 4             | In letzter Sekunde     | 12. Juli 2011                |
| 5          | 5             | Ein schlimmer Verdacht | 19. Juli 2011                |
| 6          | 6             | Der Sturm              | 26. Juli 2011                |
| 7          | 7             | Prüfungen              | 2. August 2011               |
| 8          | 8             | Durchkreuzte Pläne     | 9. August 2011               |
| 9          | 9             | Die Bedrohung          | 16. August 2011              |
| 10         | 10            | Lena                   | 23. August 2011              |
| 11         | 11            | Vertrauenssache        | 30. August 2011              |
| 12         | 12            | Lernprozesse           | 6. September 2011            |
| 13         | 13            | Veränderungen          | 13. September 2011           |

## Kritik
Daniela Zinsers Bewertung der Serie in Spiegel.de fiel überwiegend negativ aus: „Die Serie ist so etwas wie ‚Das Erbe der Guldenburgs‘ für Menschen mit Reitbeteiligung. Denn man muss Lipizzaner schon sehr mögen, um die Geschichten rund um das Gestüt für spannend zu halten.“ […] „Natürlich dürfen Familienserien Traditionen huldigen und auch kitschig sein. Aber doch bitte nicht so humorlos und einfältig. Die Schauspieler, von denen viele lange am Wiener Burgtheater spielten, haben mutigere, komplexere Figuren verdient. Gerade Eva Herzig als Katharina Lenz darf nur patent und redlich sein, aber viel Energie ist kein Wert an sich. Herzig ist unterfordert und eben auch niemand, der ein schlechtes Drehbuch wie das von Martin Ambrosch und Agnes Pluch durch pure Präsenz und Charme wettmachen kann.“